# Wielgus (przystanek kolejowy)
Wielgus – dawny wąskotorowy przystanek osobowy w Wielgusie, w gminie Kazimierza Wielka, w powiecie kazimierskim, w województwie świętokrzyskim, w Polsce.